# Elektrownia Reefton
Elektrownia Reefton – elektrownia wodna, która w 1888 roku dostarczyła energii do miasta Reefton, pierwszego oświetlonego miasta w Nowej Zelandii i na południowej półkuli.

## Lokalizacja
Reefton to jedyne śródlądowe miasto na Zachodnim Wybrzeżu, położone pomiędzy pasmami Paparoa i Victoria. Miasto leży nad rzeką Inangahua i jest otoczone przez 180 000 ha Victoria Conservation Park. Pierwotnie było to miasto górnicze z kopalniami złota, w XX wieku stało się ośrodkiem górnictwa węgla kamiennego.

## Historia
4 sierpnia 1888 roku Reefton stało się pierwszym miastem w Nowej Zelandii i na południowej półkuli, które miało własne publiczne źródło energii elektrycznej. Dwa lata wcześniej, w 1886 roku, inżynier i przedsiębiorca Walter Prince odwiedził Reefton i zachwycił mieszkańców swoim pokazem oświetlenia elektrycznego. Spotkania odbywały się w 4 hotelach miasta. Grupa mieszkańców zdecydowała się przekazać pieniądze prywatnej firmie, która miała zbudować elektrownię wodną o mocy 20 kW z wykorzystaniem wody z rzeki Inangahua. Linie energetyczne zostały zainstalowane przez miasto, a właściciele domów i właściciele firm płacili 1 funt (około 100 dolarów nowozelandzkich obecnie), aby mieć podłączoną energię, a za następnie mieszkanie 3 funty rocznie za każdą żarówkę, które mieli w swoim budynku. Do Bożego Narodzenia 1888 roku w mieście paliło się około 500 żarówek.
W miarę wzrostu obciążenia prowadzono modernizacje elektrowni. W 1911 roku zbudowano nową elektrownię i zainstalowano generator prądu stałego o mocy 230 V DC Lawrence Scott 100 kW, a w 1920 roku zamontowano dodatkowe generatory napędzane parą. W 1935 roku zamontowano nową turbinę Bovinga i generator Thomson-Houstona. W 1946 roku system został zakupiony przez Grey Electric Power Board, ale przestał działać trzy lata później, kiedy Reefton zostało podłączone do sieci krajowej. Elektrownia została zburzona w 1961 roku.

## Stan obecny
W 1990 roku pozostałości elektrowni zostały wpisane na listę dziedzictwa nowozelandzkiego. Zachowały się betonowe fundamenty i doły turbinowe, głównie z 1908 roku i z późniejszego okresu.